# Łosiny (gmina Tuchola)
Łosiny – wieś w Polsce, położona w województwie kujawsko-pomorskim, w powiecie tucholskim, w gminie Tuchola.
W latach 1975–1998 miejscowość należała administracyjnie do województwa bydgoskiego. Obecnie miejscowość jest częścią składową sołectwa Legbąd. Według Narodowego Spisu Powszechnego (III 2011 r.) liczyła 176 mieszkańców. Jest dziesiątą co do wielkości miejscowością gminy Tuchola.

## Historia
W 1664 roku Łosiny należały do dóbr starostwa tucholskiego. Od 1873 roku działa w Łosinach szkoła, w 1897 zbudowano murowany budynek szkoły, który istnieje do dziś. W latach 20. XX wieku sołtysem Łosin i przewodniczącym rady szkoły w Łosinach był Michał Mikołaj Reding. W 1931 roku w miejscowości mieszkały 232 osoby. W czasie zaborów i okupacji miejscowość nazywała się Lossin lub Lossini. Do początku XX wieku Łosiny należały do parafii Czersk, później aż do dziś do parafii Legbąd.